# Erzsébet-malom
Az Erzsébet Gőzmalom Részvénytársaság gőzmalma, röviden csak Erzsébet-malom nagy múltú budapesti élelmiszeripari üzem, gőzmalom volt.

## Története
Az 1800-as évek második felében bekövetkező nagyipari fejlődés során számos gőzmalom épült Budapest területén. Ezek közé tartozott az Erzsébet-malom is, amely 1868-ban épült fel Pucher József tervei szerint a mai Pozsonyi út (77-79.) – Garam utca (4.) – Kárpát utca (28.) – Bessenyei utca (1-3.) közötti területen. A létesítmény 46 éven keresztül üzemelt élelmiszeripari nagyvállalatként. 1909-ben Benes Imre kétemeletes házat tervezett hozzá. 
A malom a Kárpát utca (21.) – Bessenyei utca (5.) – Pannónia utca (86.) közötti területre is átterjeszkedett, ahol raktárakat, silókat, kocsilakást építettek hozzá. A telepnek ez a részét a második világháború alatti bombázások tüntették el a föld színéről. Az 1950-es években személygépkocsi garázst építettek a helyére. 
Maga az Erzsébet-malom jóval korábban, egy 1914. szeptember 19-én kiütött tűzvészben pusztult el. Helyére Az Első Budapesti Gőzmalom Részvénytársaság új gőzmalma épült.